# Maithai Huajaisin
Maithai Huajaisin (tiếng Thái: ไหมไทย หัวใจศิลป์) (8 tháng 1 năm 1968 —), Là một ca sĩ nam Thái Lan.

## Tiểu sử
Sinh ngày 8 tháng 1 năm 1968 tại Nakhon Ratchasima, Thái Lan. Họ của anh ấy là Monchai Raksachart. và lớn lên với phần còn lại bây giờ ở Kalasin.

## Danh sách đĩa hát

### Hát với Lookplare Uraiporn
- 1994 - Mor lam Dao Rung
- 1995 - Phee Mar Thee Lang
- 2000 - Rak Sao Nakhorn Sawan
- 2003 - Hen thoer tee Germany

### Solo Album

#### Topline Diamond
- 2004 - Buk See Der
- 2015 - Tem Jai Yom Hai Tua

#### GMM Grammy
- 2008 - Bao Phan Phuen Mueang
- 2008 - Nak Soo Huajai Seng
- 2010 - Welcome to Thamma
- 2011 - Bor Mee Sith Nuei
- 2012 - Sing Khanong Lam (Hát với Monkaen Kaenkoon)
- 2013 - No.5 Sangkad Phak Phuea Ther

### Tác phẩm âm nhạc hạt
- Phae Rob Sanam Rak (1995)
- Leek Thang Hai Thei (1997)
- Rak Sao Nahorn Sawan (2000)
- See her in Germany (2003)
- Nong Ma Kab Khamwa Chai (2008)
- Phua Sam Rong (2015)